# Taryn Southern

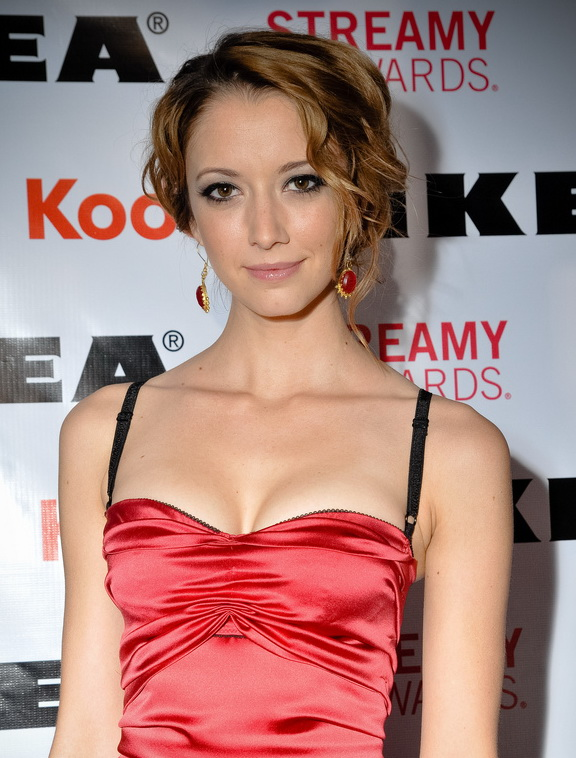
Taryn Southern bei den Streamy Awards 2010

Taryn Southern (* 16. Juli 1986 in Wichita, Kansas) ist eine US-amerikanische Schauspielerin, Drehbuchautorin, Filmproduzentin, Komponistin und Sängerin.

## Leben
Taryn Southern schloss 2003 die Wichita East High School ab. Sie hat eine Schwester, Kara.

## Karriere
2004, im Alter von 17 Jahren, nahm Southern an der US-amerikanischen Castingshow American Idol teil.
Southern spielte 2009 in der Komödie Im tiefen Tal der Superbabes neben Denise Richards, Kim Kardashian und Nikki Griffin. 2010 spielte sie in Pound of Flesh neben Malcolm McDowell und Whitney Able. Ebenfalls 2010 übernahm sie die Rolle der Allison in der US-Fernsehserie Rules of Engagement. 2011 spielte sie in dem Science-Fiction-Kriegsfilm World Invasion: Battle Los Angeles neben Aaron Eckhart, Michelle Rodríguez und Bridget Moynahan. Am 24. Oktober 2014 veröffentlichte Southern den Film Searching for Katie. Hierbei war sie sowohl Produzentin als auch Darstellerin.

## Filmografie (Auswahl)

### Als Schauspielerin
- 2006: The Best Christmas Ever (Kurzfilm)
- 2007: Hott 4 Hill (Kurzfilm, als Schauspielerin, Drehbuchautorin, ausführende Produzentin und Komponistin)
- 2008: Senior Skip Day
- 2008: Sorority Forever (Fernsehserie, 31 Episoden)
- 2008: Private High Musical
- 2009: Single Black Female
- 2009: Im tiefen Tal der Superbabes (Deep in the Valley)
- 2010: Rules of Engagement (Fernsehserie, 4 Episoden)
- 2011: World Invasion: Battle Los Angeles (Battle: Los Angeles)
- 2012: New Girl (Fernsehserie, Episode 2x03)

### Als Drehbuchautorin
- 2008: Private High Musical
- 2009: Tit for Tat (Fernsehserie)
- 2009: The Temp Life (Fernseh-Miniserie)
- 2010: Keep It in Your Pants (Kurzfilm)

### Als Produzentin
- 2006–2007: Project MyWorld (Fernsehserie)
- 2014: Searching for Katie (Film)

### Als Komponistin
- 2007: Hot 4 Hill
- 2008: Private High Musical
- 2012: On My Face
- 2018: I Am AI